# ミヌーフィーヤ県
ミヌーフィーヤ県（ミヌーフィーヤけん、アラビア語: محافظة المنوفية、Muhafazat al-Minufiyya）は、エジプトの県。面積1532 km2、2014年の人口は384万9850人。県都はシビーン・コーム市。日本ではメヌフィーヤ県と表記されることもある。

## 地理
北をガルビーヤ県と、南をカイロ県と接する。エジプト北部のナイル川デルタ内に位置する。

## 隣接する県
- ガルビーヤ県
- カリュービーヤ県
- ギーザ県
- ブハイラ県

## 出身者
この県からは、アンワル・アッ＝サーダートとホスニー・ムバーラクの二人の大統領を輩出している。

## 政治
2011年の革命後でも旧政権支持が根強く、2012年の大統領選挙決選投票では、旧政権最後の首相アフマド・シャフィークの得票率が71％余にのぼった。